# Martin Sokol
Martin Sokol (9. listopadu 1901 Medzibrod – 16. prosince 1957 Banská Bystrica) byl československý politik, poslanec Národního shromáždění republiky Československé za HSĽS, respektive za alianci Autonomistický blok, a ministr vnitra autonomní slovenské vlády během Druhé republiky.

## Biografie
Ve 30. letech 20. století byl představitelem mladé generace Hlinkovy slovenské ľudové strany. Podílel se za ni na vypracování návrhu na autonomii Slovenska, který byl publikován roku 1938 u příležitosti 20. výročí Pittsburské dohody. V této době zastával Sokol post generálního tajemníka Hlinkovy slovenské ľudové strany. V návrhu na autonomii Slovenska podaném v červnu 1938, jehož autorem byl Sokol, se předpokládaly široké pravomoci slovenských orgánů. Historik Jan Rychlík tento návrh označuje za daleko radikálnější než předchozí koncept autonomie z roku 1930. Jeho aplikace by přetvořila Československo ve volnou federaci s prvky konfederace. Slovensku se v něm přiznávala faktická mezinárodněprávní subjektivita, počítalo se se zákazem majorizace. Centrální rozpočet měl navíc kompenzovat údajné poškození Slovenska dosavadní celní politikou.
V parlamentních volbách v roce 1935 získal mandát v Národním shromáždění za Autonomistický blok, jehož vznik iniciovala Hlinkova slovenská ľudová strana. Poslanecké křeslo si oficiálně podržel do zrušení parlamentu roku 1939. Profesí byl generálním tajemníkem strany. Podle údajů z roku 1935 bydlel v Bratislavě.
V září 1938, kdy již eskalovalo mezinárodní napětí mezi nacistickým Německem a Československem, apelovali Sokol a Jozef Tiso v dopise z 20. září 1938 na prezidenta republiky Edvarda Beneše, aby slovenskou otázku řešil na základě návrhu autonomie z června 1938. 22. září Beneš reagoval příslibem rozšíření pravomocí zemských sněmů a zavedení proporcionality při zastoupení Slováků ve vysokých státních funkcích.
Po Mnichovu se v říjnu 1938 podílel za HSĽS na dojednávání Žilinské dohody coby společné platformy slovenských stran ve prospěch autonomie a byl jedním ze signatářů její finální verze. Následně byl zpravodajem ústavněprávního výboru Národního shromáždění při projednávání Ústavního zákona o autonomii Slovenské země. Po jeho přijetí byl v prosinci 1938 zvolen ve volbách do Sněmu Slovenskej krajiny. Na první schůzi autonomního slovenského sněmu se stal jeho předsedou. Jan Rychlík označuje v této době Martina Sokola za umírněného politika, jehož nástup do funkce předsedy slovenského zákonodárného sboru vyvolal dočasné naděje centrální vlády na stabilizaci státoprávních poměrů druhorepublikového Česko-Slovenska.
Sokol krátce působil v březnu 1939 jako ministr autonomní vlády Karola Sidora coby ministr vnitra. Během několika dnů ale nastalo vyvrcholení politické a státoprávní krize. 14. března 1939 podal Jozef Tiso na neveřejném zasedání Sněmu Slovenskej krajiny zprávu o svém jednání v Německu. Vláda Karola Sidora podala demisi a Martin Sokol narychlo sepsal návrh zákona o vyhlášení samostatného slovenského státu, který byl pak sněmem jednomyslně přijat. Česko-Slovensko zaniklo. Jan Rychlík se domnívá, že Sokol, stejně jako další umírnění ľudáci, hlasovali v březnu 1939 pro slovenskou samostatnost spíše s pocitem, že jde o jediný možný krok zabraňující maďarské okupaci Slovenska, než s aktivní snahou rozbít česko-slovenský stát.
Po vzniku tzv. slovenského štátu byl nadále předsedou slovenského sněmu. V rámci slovenského režimu patřil k umírněnějším činitelům, který se inspiroval Andrejem Hlinkou spíše než nacistickými vzory. Během existence slovenského státu spolupracoval s domácím odbojem a představoval nadále předáka centristické opoziční frakce ľudáků. V srpnu 1943 se zúčastnil tajné schůzky, kterou uspořádal Vavro Šrobár na chatě Martina Mičury poblíž Bytče. Zde se neformálně setkali představitelé odboje i oficiálních míst slovenského státu a vypracovali memorandum zaslané československému exilu do Londýna.
Po obnovení Československa byl v roce 1947 odsouzen Národním soudem na pět let. V roce 1949 se ale po amnestii dostal na svobodu. Politicky se již neangažoval.